# Лауха-ан-дер-Унструт
Лауха-ан-дер-Унструт (нім. Laucha an der Unstrut) — місто в Німеччині, розташоване в землі Саксонія-Ангальт. Входить до складу району Бургенланд. Складова частина об'єднання громад Унструтталь.
Площа — 31,12 км2. Населення становить 2790 ос. (станом на 31 грудня 2021).

## Галерея

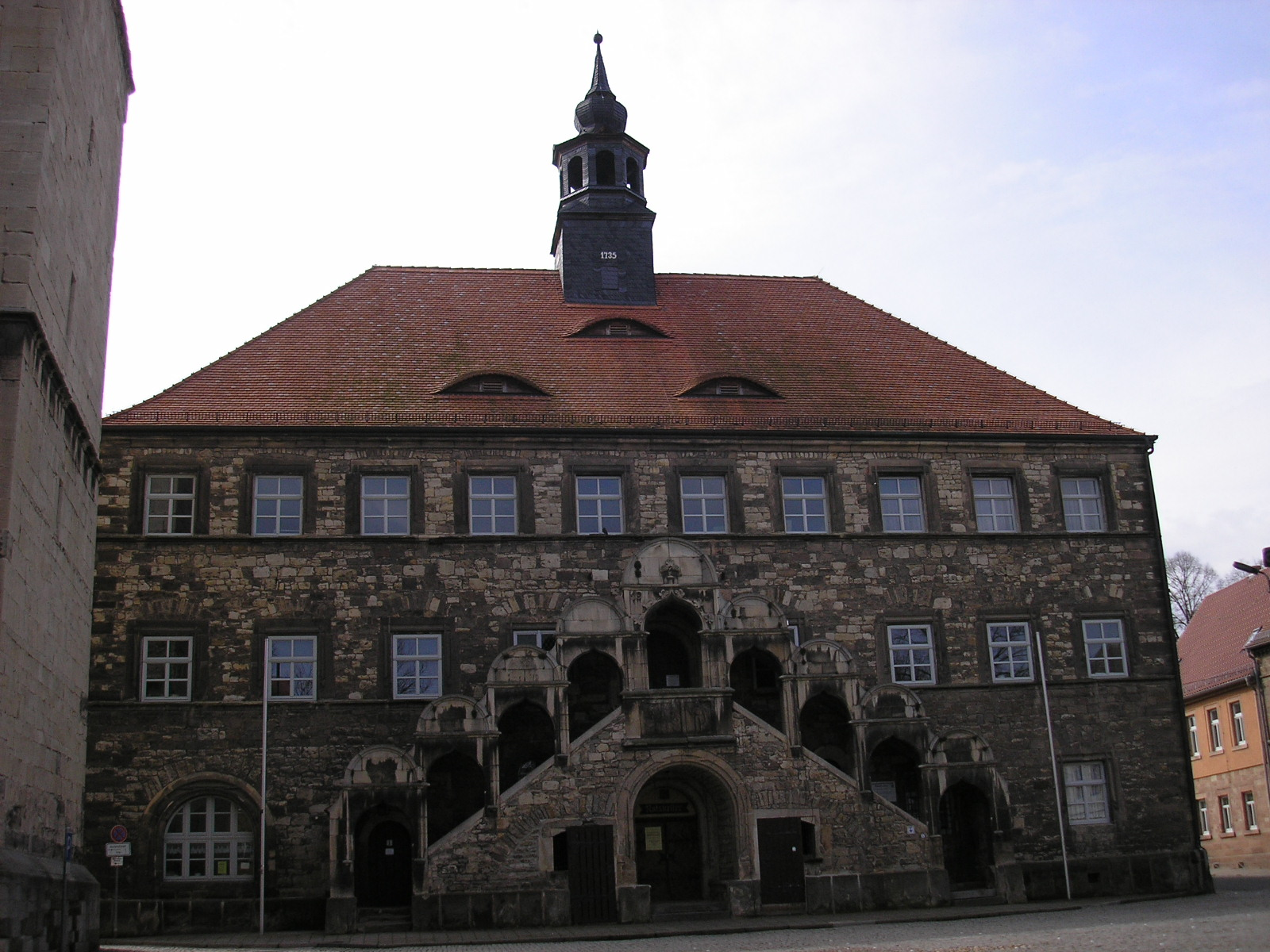
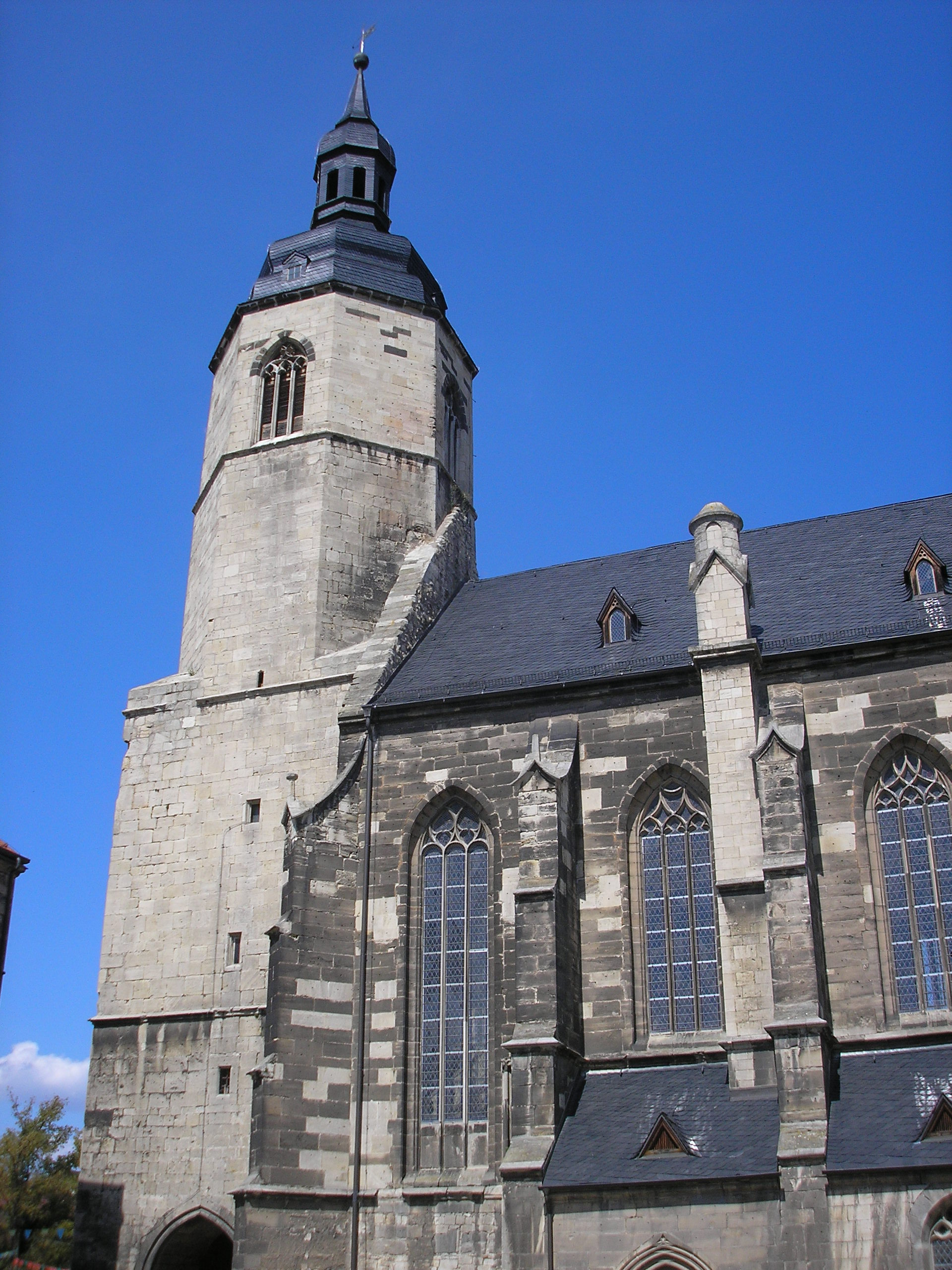